# 黄玉郎
黄 玉郎（ウォン・ヨクロン、またはトニー・ウォン、Tony Wong、トニー・ウォン・チュン=ロン、Tony Wong Chun-loong、本名：黄 雅朕、1950年 - ）は香港の漫画家。「香港漫画王」「香港漫画の父」と呼ばれる。伝奇もの・武俠ものからSFアクションまで作品は多種多様。中華漫画スタンダードの体現者。絵柄は昔ながらの熱血劇画調。

## プロフィール
- 潮州生まれ。7歳のときに香港に移住。13歳で学校を中退し漫画のアシスタントとなる。黄玉郎のペンネームで『超人之子（ウルトラマンの息子）』という作品を初めて出版する。
- 15歳のとき、共同で漫画の日刊新聞と出版社を創設するも、いずれも失敗に終わる。
- それでも努力を続け、1969年18歳のときに『小流氓』（『龍虎門（英語版）』）を初版7000部で出版し、一躍有名人になる。
- 1979年、玉郎国際集団有限公司（現・文化伝信集団有限公司（中国語版））を設立。
- 1980年、若手漫画家の馬栄成（マー・ウィンシン）が『中華英雄（中国語版）』を連載開始。黄玉郎が所有する出版社「玉郎機構」からコミックスを発売。20万部の空前のヒットとなる。その他、邱福龍、李志清など優秀な漫画家が続々と入社する。
- 1983年、『酔拳（中国語版）』『如来神掌』『李小龍』『漫画帝国』『玉郎漫画』『寿星仔』など多くのコミックを出版する。
- 1986年、玉郎国際集団有限公司、香港証券取引所に上場。資産が20倍の20億香港ドルに達したといわれる。
- 1987年、絶頂期を迎え、香港コミックの8割以上を手がける。しかしこの後、有力漫画家らが次々と「玉郎」から独立。劉定堅、馮志明が「自由人出版」を設立。
- 1989年、馬栄成も独立し「天下出版」を設立。
- 米国株大暴落「ブラック・マンデー」（1987年）以降、香港市場も悪化し、玉郎国際集団有限公司も行き詰る。資金繰りの悪化に悩んだ末不祥事に手を染め、逮捕。懲役4年の実刑判決。
- 1991年、入獄。黄玉郎の不在時に、香港コミック界に多様性が生まれる。
- 1992年、玉郎国際集団有限公司が文化伝信集団有限公司（中国語版）（カルチャーコム社）に改称し、黄玉郎とは異なる経営路線を歩み始める。
- 1993年、釈放。捲土重来を期して新会社「玉皇朝」を設立。『天子傳奇』『神兵玄奇』、金庸原作の武俠作品『天龍八部』などを当て、復帰を果たす。

## 作品一覧

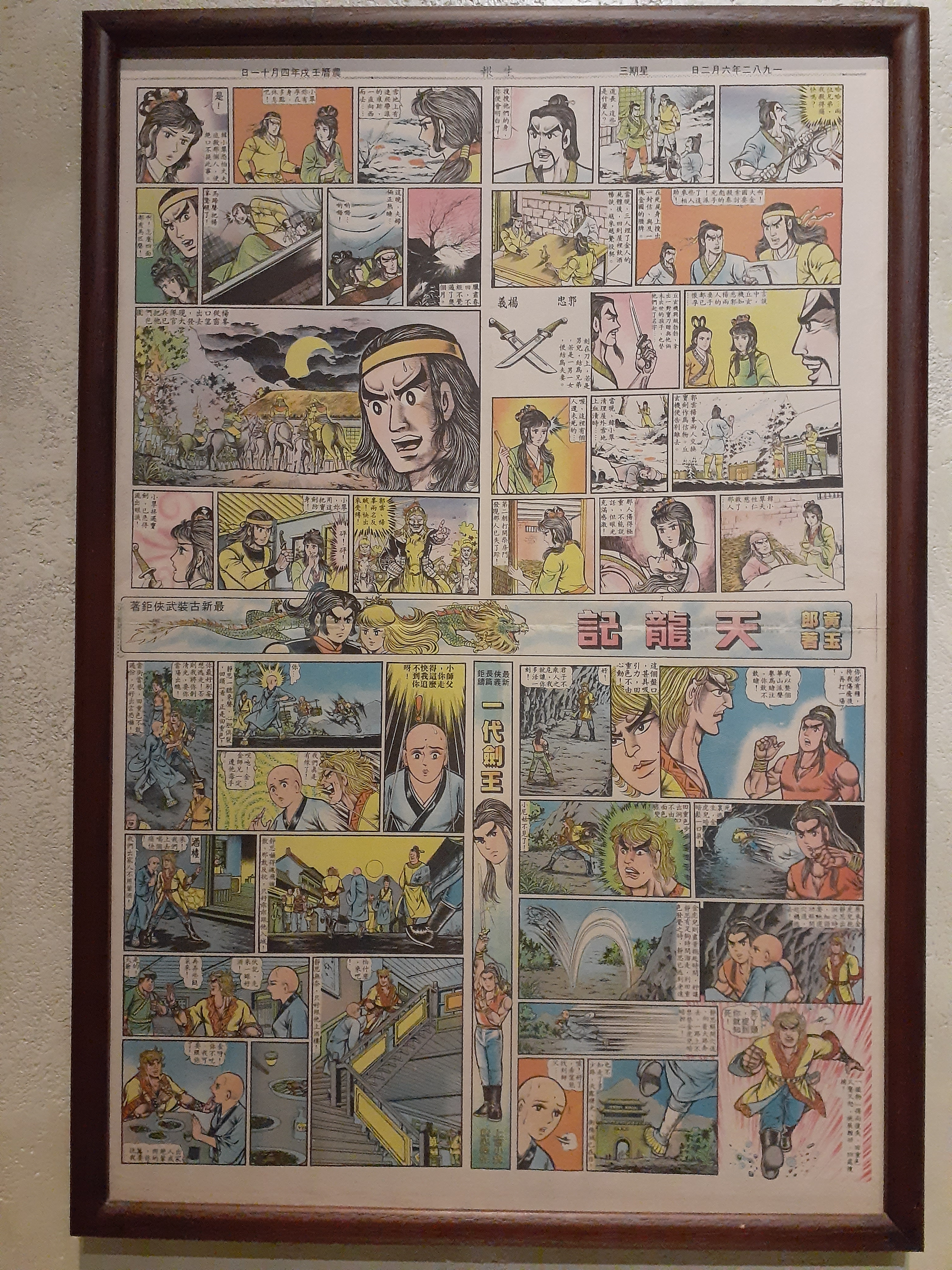
香港文化博物館の金庸展廳館

金庸原作の武俠コミック
- 天龍八部
- 射鵰英雄伝
- 鹿鼎記
- 神鵰俠侶
- 俠客行

その他
- 龍虎門（中国語版）
- 新著龍虎門（中国語版）
- 小魔神
- 酔拳（中国語版）
- 龍虎5世（英語版）
- 天子傳奇（英語版）
- 如来神掌
- 流氓天子
- 神兵玄奇（英語版）
- 霹靂
- 大聖王
- 恐龍危機 DINO CRISIS

他、多数